# Брук, Клайв
Кли́ффорд Ха́рдман (Клайв) Брук (англ. Clifford Hardman "Clive" Brook, 1 июня 1887 — 17 ноября 1974) — английский актёр.
Брук родился и умер в Лондоне, получил образование в колледже Далвич и служил офицером в армии во время Первой мировой войны. Впервые появился на сцене в 1918 году, в фильмах начал сниматься с 1919 года. Снимался в британских фильмах а также в Голливуде.
Одной из запоминающихся ролей стала роль партнëра Марлен Дитрих в «Шанхайском экспрессе» (1932).

## Избранная фильмография
- 1923 — Женщина — женщине
- 1927 — Хула
- 1927 — Дьявольская танцовщица
- 1927 — Подполье — Роллс-Ройс
- 1931 — Ист Линн — капитан Уильям Левисон
- 1932 — Шанхайский экспресс
- 1933 — Кавалькада
- 1963 — Список Эдриана Мессенджера